# Maia Shibutani
Maia Harumi Shibutani (Nueva York, 20 de julio de 1994) es una patinadora sobre hielo estadounidense en la modalidad de danza. Junto con su pareja de patinaje y hermano, Alex Shibutani, es Campeona Olímpica de bronce en 2018 y tres veces medallista Mundial (plata en 2016, bronce en 2011 y 2017) y campeona del Cuatro Continentes de 2016. Los Shibutani han ganado seis títulos en el Grand Prix, además de haber alcanzado el podio en 14 Campeonatos de Estados Unidos consecutivos, en cinco niveles, incluyendo ocho como séniors. En 2018, los hermanos se convirtieron en los primeros patinadores sobre hielo de ascendencia asiática, en la modalidad de danza, en ganar una medalla en los Juegos Olímpicos. Son el segundo dúo de hermanos en compartir una medalla olímpica, y el primero de Estados Unidos. También fueron los Campeones de los Estados Unidos de 2016 y 2017.

## Vida personal
Maia Harumi Shibutani nació el 20 de julio de 1994 en Nueva York. Es la hija de Chris Shibutani y Naomi Uyemura, ambos de ascendencia japonesa, quienes se conocieron en Harvard. Tiene un hermano mayor, Alex Shibutani, con quien compite en la disciplina de danza sobre hielo. Comenzó a practicar el patinaje sobre hielo cuando tenía cuatro años, en 1998, en Old Greenwich, Connecticut, donde era estudiante de la Greenwich Academy.
Vivió en Colorado Springs desde 2005 hasta 2007, siendo educada en casa. Se mudó a Ann Arbor, Míchigan, en 2007, y se graduó en la secundaria Huron High School en 2012. Entró a la Universidad de Míchigan en el otoño del mismo año.

## Programas
| Temporada | Danza corta | Danza libre | Exhibición |
| --------- | --- | --- | --- |
| 2017–2018 | - Mambo: Mambo No. 5 (por Pérez Prado) - Cha Cha: Cherry Pink (and Apple Blossom White) (por Louis Guglielmi interpretado por Pérez Prado) - Samba: Mambo Jambo/Mambo No. 8 (por Pérez Prado)           | «Paradise» (por Coldplay) | - «That's Life» (Dean Kay, Kelly Gordon. Cover de Frank Sinatra) - «That's Life (Remix)» (interpretado por Frank Sinatra, Jay Z, arreglado por Ryan "Ryanimay" Conferido Coreografía por Hokuto "Hok" Konishi, Aye Hasegawa, Randi Strong, y otros) |
| 2016–2017 | - Blues: That's Life por Frank Sinatra - Hip Hop: That's Life (remix) porFrank Sinatra, Jay Z arranged by Ryan "Ryanimay" Conferido coreo. de Hokuto "Hok" Konishi, Aye Hasegawa, Randi Strong, y otros | Evolution: - Spiegel im Spiegel (Mirror in Mirror) por Arvo Pärt - Truman Sleeps (from The Truman Show) de Philip Glass - The Departure por Max Richter coreo. de Maia Shibutani, Alex Shibutani, Marina Zueva, Oleg Epstein, Massimo Scali y otros | - Do You Remember por Jarryd James coreo. de Stéphane Lambiel |
| 2015–2016 | - Waltz, march, waltz: Coppélia de Léo Delibes coreo. de Marina Zueva, Cheryl Yeager | - Fix You por Coldplay - The Scientist de Coldplay coreo. de Peter Tchernyshev | - Fix You de Coldplay coreo. de Peter Tchernyshev - Clair de Lune de Claude Debussy coreo. de Maia Shibutani, Alex Shibutani |
| 2014–2015 | - Flamenco: Asturias Variations de Isaac Albéniz - Paso Doble: The Last Corrida | - Rosen aus dem Süden de Johann Strauss II - El Danubio Azul de Johann Strauss II | - O (Fly On) de Coldplay coreo de Peter Tchernyshev |
| 2013–2014 | Michael Bublé medley: - Foxtrot - Quickstep - Foxtrot | - Wanna Be Startin' Somethin' de Michael Jackson - Man in the Mirror de Michael Jackson - Thriller de Michael Jackson - Wanna Be Startin' Somethin' de Michael Jackson - Ben de Walter Scharf - Thriller de Michael Jackson                         | - I Lived de OneRepublic |
| 2012–2013 | - March: Ojos Azul de Incantations - Waltz: Dolencias de Incantations - Polka: Sikureada de Incantations - Waltz and polka: Mary Poppins Overture de Richard and Robert Sherman                         | - Memorias de una geisha de John Williams | - Lost de Michael Bublé |
| 2011–2012 | - Samba: Batuca de DJ Dero - Samba: The Girl From Ipanema de Olivia - Samba: Samba de Janeiro de Bellini - Batuca de DJ Dero - Skip to the Bip de Club des Belugas - Jazz Machine de Black Machine      | - Sun Valley Serenade de Glenn Miller Orchestra - In The Mood - Moonlight Serenade - Chattanooga Choo Choo | - The Prayer de Charlotte Church, Josh Groban |
| 2010–2011 | - The Carousel Waltz de Richard Rodgers | - Smile (from Modern Times) de Charlie Chaplin - Let's Face the Music and Dance de Irving Berlin | - The Prayer de Charlotte Church, Josh Groban - La Vie en rose de Louis Armstrong |
|           | Danza original | | |
| 2009–2010 | - Itsuka Mata de Tetsuro Naito - Ao-ki Kaze de Ryutaro Kaneko | - Tango Rhapsody de Luis Bacalov - La Vie en Rose de Louis Guglielmi | - La Vie en rose de Louis Armstrong |
| 2008–2009 | - Miss Pettigrew Lives for a Day de Paul Englishby | - Cinema Paradiso de Ennio Morricone | - Japanese Kodo music |
| 2007–2008 | - Japanese Kodo music | - Piano music de Jean-Marie Senia | |
| 2006–2007 | | - Memorias de una geisha de John Williams | |

## Historial de competiciones

### Resultados nivel sénior
| Internacional                              |         |         |         |         |         |         |         |         |
| Evento                                     | 2010-11 | 2011-12 | 2012-13 | 2013-14 | 2014-15 | 2015-16 | 2016-17 | 2017-18 |
| Juegos Olímpicos                           |         |         |         | 9.º     |         |         |         | 3.º     |
| Campeonato Mundial                         | 3.º     | 8.º     | 8.º     | 6.º     | 5.º     | 2.º     | 3.º     |         |
| Cuatro Continentes                         | 2.º     | 4.º     | 4.º     |         | 3.º     | 1.º     | 2.º     |         |
| Final del Grand Prix                       |         | 5.º     |         |         | 4.º     | 4.º     | 3.º     | 3.º     |
| Skate Canada International (Grand Prix)    |         |         |         |         |         | 2.º     |         |         |
| Copa de Rusia/Copa Rostelecom (Grand Prix) |         |         | 4.º     |         |         |         |         | 1.º     |
| Trofeo NHK (Grand Prix)                    | 3.º     | 1.º     | 3.º     | 3.º     |         | 1.º     |         |         |
| Copa de China (Grand Prix)                 |         | 2.º     |         |         | 2.º     |         | 1.º     |         |
| Ice Challenge                              |         |         |         |         | 1.º     |         |         |         |
| Nepela Trophy                              |         |         |         |         | 1.º     | 3.º     |         |         |
| Finlandia Trophy                           |         | 2.º     |         |         |         |         |         |         |
| Nebelhorn Trophy                           | 5.º     |         |         |         |         |         |         |         |
| Nacional                                   |         |         |         |         |         |         |         |         |
| Campeonato USA                             | 2.º     | 2.º     | 3.º     | 3.º     | 2.º     | 1.º     | 1.º     | 2.º     |